# مانيون
مانيون أحد الشعوب القديمة التي استوطنت الأراضي التي تعرف حاليا بآذربيجان الإيرانية في الفترة ما بين القرن العاشر قبل الميلاد والقرن السابع قبل الميلاد وقد ذكر اسمهم في العهد القديم من الكتاب المقدس. كان المانييون مجاورين للآشوريين ودولة أرارات. يعتقد أن هذه الأقوام كانت من الشعوب الهندو - أوربية ولم يكونوا خاضعين لسيطرة الإمبراطوريات المجاورة.
أصول هذه الأقوام غير معروفة على وجه الدقة ولكن هناك من يعتقد أنهم أقوام هندو - أوروبية وهذه الصفة حدى بالكثير من المؤرخيين العالم إلى طرح فرضية أن هذه الأقوام قد يكونوا أحد الأصول القديمة للشعب الكردي ولكن لا يتوفر أي إثبات أكاديمي على هذه الفرضية إلى هذا اليوم. حيث ذكر المؤرخ الكردي محمد أمين زكي (1880 - 1948) في كتابه "خلاصة تاريخ الكرد وكردستان" على إن الشعب الكردي يتألف من طبقتين من الشعوب، الطبقة الأولى التي كانت تقطن كردستان منذ فجر التاريخ "ويسميها محمد أمين زكي" شعوب جبال زاكروس" وهذه الشعوب كانت هندو - أوروبية وامتزجت مع الشعوب الهندو- أوربية الأخرى مثل الميديين التي هاجرت إلى كردستان في القرن العاشر قبل الميلاد، واستوطنت كردستان مع شعوبها الأصلية. وكان هذا الشعب غير متنقل بل ثابتا في بقعته الجغرافية وكانوا يعتمدون على الزراعة وتربية المواشي. كما يرى محمد أمين زكي بأن هناك احتمالا كبيرا بأن هذه المجموعة تشكلت من عدة قبائل مثل "لولو، كوتي، كورتي، جوتي، جودي، كاساي، سوباري، خالدي، ميتاني، هوري، نايري". في القرن الثامن قبل الميلاد إتخذوا من مدينة زرتا عاصمة لهم ووصلوا إلى أوج قوتهم بين عامي 725 و720 قبل الميلاد ولكن الصراع بدأ بالظهور بينهم وبين الآشوريين واستطاع الملك الآشوري سرجون الثالث بالقضاء على حكمهم في عام 716 قبل الميلاد.